# Gustaf Malm
Gustaf Malm, född 26 april 1842 i Roslags-Bro, död 27 december 1912 i Stockholm. Han var en svensk pianotillverkare mellan 1897 och 1900 i Stockholm.

## Biografi
Malm föddes 26 april 1842 på Utlunda gård i Roslags-Bro. Han var son till rättaren Peter Malm och Maria Catharina Ersdotter. Familjen flyttade 1845 till torpet Borg. Malm arbetade som lärling 1864–1965 hos snickarmästaren Gustaf Palmgren i Stockholm. 1868 blev han gesäll hos snickarmästaren Carl Fredrik Modin i Gävle. Malm arbetade mellan 1869 och 1877 som snickargesäll i Stockholm.
Malm gifte sig 1 april 1872 med Johanna Catharina Ström. De fick tillsammans barnen Claes Gustaf Theodor (född 1872), Jenny Erika (född 1874), Robert Gustaf (född 1875), Fanny Johannes (född 1878) och Emma Katarina (född 1882).